# 男鹿国定公園
男鹿国定公園（おがこくていこうえん）は、秋田県男鹿市の国定公園。公園管轄は秋田県。1973年5月15日指定。

## 概要
面積8,156haと男鹿市の総面積のおよそ1/3に相当し、寒風山、男鹿三山に加えて奇岩奇勝が続く男鹿半島の海岸部を主な領域とする。北緯40度線上に位置する入道崎から男鹿半島西端にかけての海岸は海食崖や海食洞が見られ、特に大桟橋（だいさんきょう）は日本海の荒波が作り出した奇勝である。また戸賀湾および一ノ目潟、二ノ目潟、三ノ目潟はマール地形であり、八望台からこれらの地形を見渡す事ができる。なお、「八望台」の名は高松宮宣仁親王の命名によるものである。
男鹿半島南端の海岸には、ゴジラ岩などの奇岩のほか、椿地区はヤブツバキの北限の自生地として、天然記念物に指定されている。また鵜ノ崎海岸は日本の渚百選に指定されている。
観光地としては男鹿温泉郷、男鹿水族館GAOなどを抱える。
- 火山

寒風山、目潟、戸賀火山